# とけーうさぎ
とけーうさぎは、日本の漫画家。男性。同人サークル「パンとバタフライ。」を主宰。

## 経歴・特徴
元々は携帯コミックを描いていた。美少女マンガは『COMICポプリクラブ』掲載の「101回目の告白!」。同誌と、『コミックPフラート』に作品を発表していた。かわいらしい、むっちりとしたキャラクターを描く傾向にある。幼馴染みのヒロインを描くのが好きだという。

## 作品リスト

### 成人向け
1. 『エロマンガラブロマンス』 2014年5月22日発売[4]、マックス〈ポプリコミックス〉、ISBN 978-4-86379-319-4
  - エロマンガラブロマンス （COMICポプリクラブ 2014年4月号）
  - 101回目の告白! （COMICポプリクラブ 2012年1月号）
  - 見せたがり症候群 （COMICポプリクラブ 2013年4月号）
  - やわらかい膝枕 （COMICポプリクラブ 2013年12月号）
  - めざましKISS （COMICポプリクラブ 2014年3月号）
  - おこたとエッチとカテキョテスト （コミックPフラート VOL.16〈COMICポプリクラブ2012年4月号増刊〉）
  - 委員長とエッチな本 （COMICポプリクラブ 2012年11月号）
  - 雨やどり （コミックPフラート VOL.18〈COMICポプリクラブ2012年8月号増刊〉）
  - くすぐったいっ! （COMICポプリクラブ 2014年2月号）
  - 桜いろ新生活 （コミックPフラート VOL.17〈COMICポプリクラブ2012年6月号増刊〉）
2. 『お姉さんはみ～んなどスケベ！』 2022年3月25日発売[5]、ジーオーティー〈GOTコミックス〉、ISBN 978-4-82360-288-7

単行本未収録作品
- マシュマロのように真っ白な （COMICポプリクラブ 2015年1月号）